# Mahavagga
Le Mahavagga, grand groupe en pāli, est un groupe de textes faisant partie du canon bouddhique en pali et constituant la première partie du Khandhaka, second livre du Vinaya Pitaka (Corbeille de la Discipline). Il est composé de 10 chapitres et comporte notamment de petits extraits sur la vie en communauté.

### Traductions
- (en) The Mahâvagga, trad. du pali Thomas W. Rhys Davids et Hermann Oldenberg (1881-1882, coll. "The Sacred Books of the East"), 543 p. T. I , t. II
- (en) The Book of the Discipline, Vinaya-Pitaka, vol. 4 : Mahavagga, trad. du pali Isaline Blew Horner, Pali Text Society, 1951-1952, 2 vol.
- Mahavagga (textes choisis), trad. Nanabozho (Gichi Wabush)

### Études
- (en) Hermann Oldenberg, The Vinaya Pitakam, vol. I : The Mahâvagga, Londres, Williams and Norgate, 1879.
- (en) John C. Holt, Discipline: The Canonical Buddhism. Vinayapitaka, Delhi, Motilal Banarsidass, 1981.